# Ján Ušiak
Ján Ušiak (5. října 1914, Budiná – 3. listopadu 1944, Čeladná) byl první velitel 1. československé partyzánské brigády Jana Žižky.

## Život
Ján Ušiak se narodil v Budiné v okrese Lučenec. Jeho rodina se v roce 1921 přestěhovala a svůj další život prožil v malé osadě Baktě u Rimavské Soboty. Po skončení základní školy pracoval v hospodářství jako pomocný dělník a vozataj a pravděpodobně nedosáhl vyššího vzdělání. V roce 1937 narukoval do Československé armády a po vyhlášení slovenské samostatnosti ze dne 14. března 1939 se vrátil zpátky domů do rodné Bakty. Území Bakty se však na základě první vídeňské arbitráže (v listopadu 1938) stalo součástí horthyovského Maďarska. Protože se mu nepodařilo získat slovenské státní občanství, musel narukovat do maďarské armády, se kterou krátce bojoval na východní frontě. Podle dostupných zdrojů dezertoval z maďarské armády již v lednu 1942 a byl součástí partyzánského odboje na Ukrajině. Od prosince 1943 byl příslušníkem 1. československé samostatné brigády v SSSR.

## Partyzán
Pravděpodobně během první poloviny roku 1944 absolvoval specializovanou vojenskou přípravu ve výcvikovém středisku v Obarově u Rovna na Ukrajině, kde byl zřízen československý výcvikový prapor. Závěrečné zkoušky vykonal na výbornou v UŠPH v Kyjevě – městské části Svjatošin. Na základě výsledků politického a vojenského výcviku, byl povýšen do hodnosti podporučíka. Byl přesvědčeným členem Komunistické strany Československa a u mužstva oblíbeným velitelem. 21. srpna 1944 byl vysazen jako velitel prvního desantu na území samostatné Slovenské republiky.Tento a druhý výsadek se stal součástí 1. partyzánské brigády M. R. Štefánika kpt. P. A. Veličky, která se údajně podílela na obsazení Martina. Pravděpodobně již 5. září večer obdržel Ušiak radiogramem rozkaz z UŠPH (Ukrajinského štábu partyzánských hnutí) v Kyjevě zaujmout nový operační prostor v pohraničí na východní Moravě. Zpočátku se oddíl přesídlil do Rajecké doliny a následně do podhůří Vysokých Javorníků do slovenské obce Štiavnik. Během 17.–22. září 1944 partyzánský oddíl, přejmenovaný na 1. československý partyzánský oddíl Jana Žižky, provedl několik průzkumných a diverzních akcí na Slovensko-moravském pohraničí, zejména v Malých a Velkých Karlovicích.

## První přechod na Moravu
Po kontroverzních rozhodnutích Ušiaka, se kterým zástupce oddílu D. B. Murzin nesouhlasil, se skupina v počtu asi okolo 200 osob, která většinou nebyla vyzbrojena, pokusila přejít jako celek v noci z 24. na 25. září na Moravu. Přechod doprovázelo vyrabování hájenky a hospodářské usedlosti německého občana,lesníka Franze Pietsche z Velkých Karlovic – Poďtatého-Světlé. Při této krádeži zejména dvou krav, dvou telat, jednoho koně, potravin, ošacení a šesti loveckých zbraní s municí, byla škoda na majetku odhadnuta na 80 000 protektorát.korun. Partyzáni byli zpozorováni německou hlídkou a proběhl první otevřený střet s německými celníky a pohraniční stráží usídlených u Polanských. Ten v nesouvislých přestřelkách trval od 10 až do 13 hodiny v prostoru Světlé. Po 14 hodině německé síly seskupily bezpečnostní složky zejména z Rožnova,Frenštátu, Valašského Meziříčí, Vsetína, Nového Jičína, Frýdku, Bílé, Starých Hamrů. Rozdílně ozbrojené a nesecvičené německé jednotky se rozdělily do třech hlavních údolí Lopušánek, Noclehů a Kubání. Díky početní a zejména palebné převaze Němců se partyzáni usídlení v prostoru pod Ježůvkou a u domu Jana Kořístky, kde proběhly zabíjačky uloupeného dobytka, museli vrátit zpět do slovenského Štiavniku, směrem přes Pindulu. Po 16 hodině však hrozilo obklíčení směrem od Kopanic, kde postupovaly německé posily z Makova a Bytče. Ústup partyzánů trval až do pozdních odpoledních hodin. Poslední části seskupení ustupovaly a kryly ústup přes hřeben Javorníků až do úplného setmění.

## Úspěšný přechod na Moravu
Menší část partyzánů asi 60 osob (počet nelze věrohodně doložit) nejlépe vyzbrojených chlapců a hlavní část desantu se pod velením Dajana B. Murzina z Baškortostánu, dostala díky převaděčům z Karlovic a učiteli z Prostřední Bečvy Františkovi Hašovi, bez konfliktu na Moravu v noci z 28. na 29. září. Většina oddílu převážně mladých chlapců beze zbraní a výcviku setrvala na slovenské straně až do 10. října, neboť vyslaný poručík Vasilij Petrovič Nastěnko při cestě zpět narazil na pohraniční stráže a v lesním terénu zabloudil. Na druhý den byl Ušiakův štáb a úkryt na hájence Josefa Němčáka ve Štiavniku prozrazen a přepaden bezpečnostními složkami. Ušiakova skupina se chaoticky roztříštila a německými jednotkami byla téměř celá rozprášena. Tři menší improvizované skupinky se velmi komplikovaně probíjela lesním terénem Vysokých Javorníků směrem na Moravu. Větší část chlapců bez výcviku oddíl opustila. Někteří členové výsadku vyslaného z Ukrajiny, však rovněž zůstala na Slovensku, čímž neuposlechla rozkaz vydaný ukrajinským štábem v Kyjevě. Při přechodu na Moravu, bylo několik partyzánů zatčeno německou pohraniční stráží z Velkých Karlovic. Např. Ján Jurčo, Karel Bubla ze Žamberka se s oddílem Ušiaka zřejmě vůbec nesešli a při návratu zpět na Moravu byli zadrženi. Václav Zaňka byl postřelen a zemřel na následky zranění ve Zlíně. Dne 9. listopadu byli společně se škpt. Viktorem Kollandou a Štěpánem Králikem z Bratčic u Brna veřejně popraveni před školou na Dolní Bečvě. Zbytky „oddílu“ se setkaly s Murzinovou skupinou mezi 13.–16. říjnem ve srázu pod Kněhyní, když radisté Kolomackij a Timošenková ztratili napájecí dynamo radiostanice a partyzáni ztratili spojení s velením. Přesné údaje o počtu ozbrojených osob v tomto okamžiku nelze věrohodně doložit a odhadují se okolo 110 osob.

## Wolfram
Během 14.-16. října se velitel oddílu Ján Ušiak sešel s kpt. Josefem Otiskem, velitelem paraskupiny Wolfram – vyslanou exilovou vládou v Londýně. Tento výsadek měl převzít velení a koordinaci vojenského odboje na východní Moravě. Po absolutní ideové, lidské a kvalitativní neshodě se musel kpt. Otisk vzdát snahy převzít velení všech odbojových skupin lokalizovaných zejména na Valašsku. Ušiak doslova uvedl : Mně nebude žádný Beneš určovat, kde já budu bojovat. Zbytek spojeného oddílu se poté rozdělil na další skupiny a Wolfram ukončil schůzku předáním finančních prostředků, 10 000 říšských marek, Ušiakovi. Po incidentu Stanislava Kotačky a jeho loupežné vraždy rtn. Josefa Bierského dne 19. října, došlo dne 22. října k prozrazení úkrytu hlavní části oddílu dislokované na chatě českých turistů ve srázu pod Trojačkou. Místo bylo prozrazeno Kotačkou a časně ráno došlo k útoku německých jednotek. Partyzáni se však šťastně zachránili díky přízemní mlze a jedné jejich skupině Stanislava Kozy, která se náhodou vracela zpět a vpadla útočícím Němcům do týlu. Partyzáni ztratili většinou svých zásob munice, jídla a dalšího proviantu. Následně Ušiak oddíl rozdělil na nová místa na úpatí Kněhyně a v prostoru pod Radhoštěm. Partyzáni byli gestapem zaměřeni prostřednictvím konfidentů vsetínského gestapa Jana Dvořáka, ostravského gestapa – Vladimíra Hoffmana a Miroslava Jaška. V lednu 1945 se oddíl přejmenoval a začal užívat název 1. československá partyzánská brigáda Jana Žižky.

## Kněhyně – Čertův Mlýn
Ve středu 2. listopadu 1944 došlo v prostoru Kněhyně – Čertova mlýna ke schůzce s novými údajnými členy KSČ Miroslavem Jaškem a Vladimírem Hofmanem – konfidenty ostravského gestapa. Bezpečnost schůzky měl zajistit V.P. Nastěnko, Sláva Koza, František Molo a Jozef Kavčiak. Zpozorovali německou hlídku, ale když se vzdálila nepodnikli žádné opatření. Jaška s Hofmanem přiváděl krejčí Bohumil Jakeš z Velkých Karlovic a Jozef Kubáň z Martiňáku. Po prvním kontaktu byl zahájen nečekaný přepad hlídkou Ruhsam, která v daném prostoru prováděla preventivní obchůzku. Všichni civilisti se rozutekli a strhla se prudká přestřelka. Ušiak a Murzin začali pálit z automatů okolo sebe a uvolnili si cestu ručními granáty. Velitel Ján Ušiak utrpěl pětinásobný průstřel obou předloktí a Murzin byl postřelen do nohy. Zraněné velitele se spolubojovníkům nepodařilo najít a v odpoledních hodinách se strhl další boj. Na druhý den byl přepaden bunkr pod Kněhyní, kdy zahynuli čtyři partyzáni a jeden byl umučen. Identifikováni byli pouze dva. Učitelka rytmiky z Olomouce Růžena Valentová a Boris Rabenstein z Podkarpatské Rusi. Postřelen do páteře byl také velitel rozvědky a ženista Stanislav Koza. Ján Ušiak se ukrýval v lese a až v podvečer okolo 18 hodiny se těžce raněný dostal do hostince pod Martiňákem. Odtud byl transportován do chalupy u Macurů a v noci byl převezen řeznickým autem Karla Vinklera do domu Machandrů v Čeladné. Zde byl ráno ošetřen lékařem Oldřichem Friedlem, který z důvodu hrozící sepse a vysoké horečky nařídil okamžitý převoz do nemocnice. Ostravské gestapo se o zranění Ušiaka dozvědělo od Jaška, který se potkal s Dvořákem. Služebna ze Starých Hamrů měla informaci o nějakém partyzánovi, ale nevědělo, kde se přesně ukrývá a neznalo plán ostravského gestapa. Proto zahájilo v Čeladné domovní prohlídky. Ostravské gestapo dokonce připravilo pro Ušiaka nemocniční hospitalizaci a poté tajné doléčení v bytě u Nogolů přímo v Ostravě.

## Hrdinská smrt
Až okolo poledne 3. listopadu dorazily bezpečnostní složky ze Starých Hamrů ke standardní prohlídce domu u Machandrů v Čeladné. Protože poručík Ján Ušiak nehodlal padnout do rukou nepřítele, raději ukončil svůj život výstřelem z pistole. Společně s Ušiakem se v domě ukrýval konfident Jan Dvořák, který se Němcům vzdal a následně udal všechny osoby napojené na partyzány. Zatčeni byli Rudolf, Josef, Vladimír a Božena Kubáňovi z Martiňáku a mnoho dalších osob. K veřejným popravám došlo nejdříve 5. 11. v Zubří, 9. 11. v Růžďce, Dolní Bečvě a Kunovic. Po neúspěchu operace Tetřev, byly provedeny veřejné exekuce 23. listopadu v Čeladné, Dolní Bečvě, Prostřední Bečvě, Horní Bečvě a Velkých Karlovicích.
Hrdinskou sebevraždou Ušiaka byly plány ostravského gestapa definitivně zmařeny. Jan Ušiak byl přes přísný zákaz německé správy pietně pochován v Čeladné za účasti několika odvážných místních obyvatel. Ještě dlouho po válce zde byl udržován jeho hrob, přestože jeho tělo bylo po válce exhumováno a převezeno do jeho rodiště. V Rimavské Sobotě – městské části Bakta se dodnes nachází udržovaný pomník s jeho reliéfem.
Ján Ušiak je stále pohřbený symbolicky na hřbitově v Čeladné, původní místo bylo na starém hřbitově vedle márnice. Bylo to v pondělí 6. listopadu 1944. Později byl exhumován a pohřben společně s Jefimem Andrejevičem Pugačevem, partyzánem Borisem a neznámým partyzánem.

#### Konfident Jan Dvořák
Podle archivních dokumentů byl Jan Dvořák registrován gestapem od počátku listopadu 1943 v hodnosti kriminálního asistenta a byl zřejmě získán pro spolupráci prostřednictvím bezpečnostní služby a kriminální policie, která měla několik důkazů o jeho majetkových machinacích. Ostravské gestapo o Dvořákově přítomnosti v oddíle velmi dobře vědělo, ale postupně jej chtělo z pozice ve štábu vytlačit. Cílem bylo dosadit zde svého radiotelegrafistu Miroslava Jaška, který měl rozehrát rádiohru s Kyjevem a odhalit tak celou strukturu hlavního štábu partyzánského odboje. Jan Dvořák byl 10. března 1945 vylákán na schůzku v Lulči na Vyškovsku a postřelen do břicha partyzánskou spojkou Marií Sedláčkovou (Mankou). Na následky střelného poranění večer v nemocnici zemřel. Pocházel údajně z Karlových Varů a zcela se vyvrátila jeho konspirace jako spolužáka s Frankem vzhledem k jeho datu narození.

## Posmrtná ocenění
- V roce 1948 byl Ján Ušiak vyznamenán Řádem SNP I. třídy a Československým válečným křížem 1939 in memoriam.
- V roce 1992 mu byl udělen Řád Milana Rastislava Štefánika IV. třídy in memoriam.
- V roce 2007 mu udělil ministr obrany SR Milan Kašický hodnost plukovníka in memoriam.[5]